# General Electric
Cette entreprise américaine ne doit pas être confondue avec la britannique General Electric Company (GEC), ni avec le groupe de musique français General Elektriks.
General Electric (GE) était un conglomérat américain fondé en 1892 par la fusion d'une partie de Thomson-Houston Electric Company et d'Edison General Electric Company. Le 2 avril 2024, le géant américain se scinde en trois sociétés distinctes, indépendantes et cotées à la bourse de New York : GE Aerospace, GE Vernova et GE Healthcare.
La firme possède 36 filiales dans plus de 150 pays et est une valeur symbole du New York Stock Exchange. De 2005 jusqu'à la crise de 2008, elle est la 2e capitalisation à Wall Street, derrière ExxonMobil. C'est la septième entreprise mondiale en 2014 selon le Forbes Global 2000. Son siège mondial se situe à Fairfield au Connecticut, aux États-Unis, jusqu'en juin 2016 puis à Boston au Massachusetts.
Le 13 décembre 2021, GE était réparti en cinq branches principales : GE Power, GE Renewable Energy, GE Healthcare, GE Aviation et GE Capital.
Dans le domaine de l'énergie, GE fournissait de gros équipements pour la production, le transport et la distribution d'électricité, notamment les réseaux intelligents, des centrales thermiques à base de turbines à vapeur ou de turbines à combustion avec les alternateurs associés, des éoliennes et des logiciels de gestion de réseaux (Smallworld). Elle était également un acteur majeur dans le dessalement et le traitement des eaux usées.
Dans le domaine du transport, GE était un important fournisseur de réacteurs d'avions et de locomotives. GE fournissait également des équipements médicaux aux hôpitaux et produit du matériel d'éclairage, des silicones et des abrasifs, ainsi que des appareils électroménagers. GE était aussi cofondateur de la chaîne de télévision NBC. La branche GE Capital, enfin, fournissait des services financiers aux particuliers, mais aussi aux entreprises : immobilier et crédit-bail entre autres.
General Electric se classait en 2023 au 25e rang mondial pour la production d'armement.

## Historique

### Les origines
En 1889, Thomas Edison crée l'Edison General Electric Company en réunissant ses différentes activités sous une même bannière.
Pendant cette période, un nouveau concurrent émerge : The Thomson-Houston Company. Elle devient une entreprise dominante de l'innovation électrique à travers une série de fusions dirigée par Charles A. Coffin (en), un ancien fabricant de chaussures de Lynn, ville du Massachusetts.
L'entreprise General Electric a été constituée à New York, et l'usine de Schenectady a servi de siège social pendant de nombreuses années. À peu près à la même époque, l'homologue canadien de General Electric, Canadian General Electric, a été créé.
Mais il devient de plus en plus difficile pour les deux sociétés de produire des installations électriques complètes en s'appuyant uniquement sur leurs propres brevets et technologies. En 1892, elles fusionnent pour créer la General Electric Company.
En 1893, une filiale française, nommée Compagnie française Thomson-Houston (CFTH), est créée pour exploiter en France les brevets de Thomson-Houston Electric dans le domaine de la production et du transport de l'électricité. Elle devient par la suite Thomson-Brandt, puis Thomson.
En 1896, General Electric Company est l'une des douze compagnies qui forment le Dow Jones Industrial Average. Elle y reste jusqu'au 19 juin 2018.
De 1956 à 1970, General Electric devient un modèle d'organisation managériale et l'un des principaux constructeurs d'ordinateurs sur le marché mondial, prenant notamment le contrôle de Bull et d'Olivetti en Europe.
En 1959, General Electric est accusée d'avoir impulsé le plus grand cartel illégal des États-Unis depuis l'adoption du Sherman Antitrust Act (1890) afin de maintenir des prix artificiellement élevés. Au total, 29 entreprises et 45 cadres dirigeants seront condamnés. Les enquêtes parlementaires qui suivent permettent de comprendre que la « criminalité en col blanc » constitue de loin la forme de criminalité la plus coûteuse pour les finances des États-Unis.
Jack Welch est directeur général de General Electric de 1981 à 2001. Il est considéré par la presse (Fortune 1999) comme un des meilleurs managers de l'histoire[réf. nécessaire].
En juin 1999, General Electric rachète à Alstom son département turbines à gaz qui travaillait jusque-là sous licence GE. C'est le début de l'implantation de GE sous son nom à Belfort (France).
La société GEMS (General Electric Medical System), implantée à Buc (Yvelines), comprend une usine de fabrication d'appareils médicaux ainsi qu'un département pour le développement de logiciels en imagerie médicale. Cette unité compte un effectif de 2 000 personnes en 2010.

### 2001-2014
Jeffrey R. Immelt succède à Jack Welch en 2001,.
En 2004, NBC, chaîne de télévision contrôlée depuis 1985, est regroupée avec Vivendi Universal Entertainment, pour former le groupe NBC Universal, détenu à 80 % par GE et à 20 % par Vivendi.
General Electric met en place un plan de réorganisation destiné à accélérer la croissance et à développer la rentabilité du groupe. Depuis le 5 juillet 2005, la firme est passée d'une organisation en 11 divisions à une structure en six pôles d'activités.

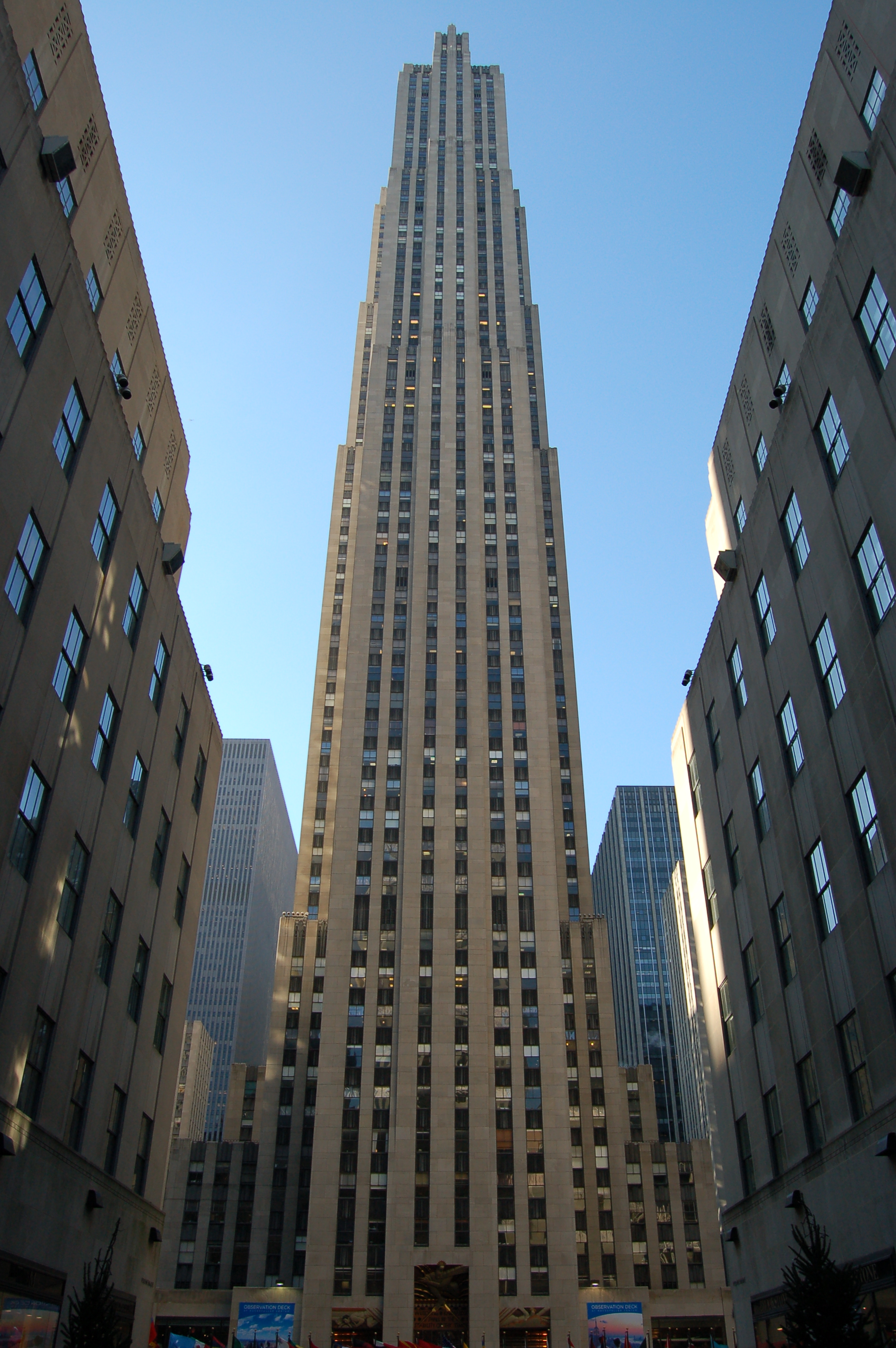
GE Building.

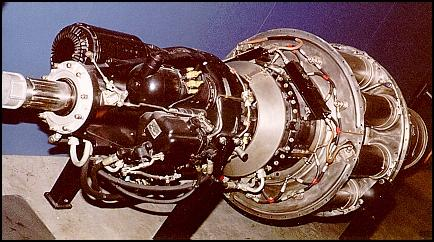
Les turbines et moteurs General Electric équipent les appareils de l'US Air Force.

En mars 2009, pour la première fois depuis plusieurs décennies, GE voit passer sa cote Standard & Poor's de AAA à AA-. Pour cette raison, ses projets coûteront plus cher à financer. Par contre, elle détient à cette date environ 48 milliards de dollars de liquidités.
Le 18 janvier 2011, Comcast obtient le feu vert de la FCC pour le rachat de 51 % de NBC Universal, portant la part de General Electric à 49 %, Vivendi se désengageant dans le même temps.
En février 2013, General Electric revend pour 18 milliards de dollars ses 49 % restants dans NBC Universal à Comcast.
En avril 2013, General Electric annonce le rachat de Lufkin Industries, entreprise spécialisée dans les transmissions et le pompage pour l'industrie pétrolière et gazière, pour 2,98 milliards de dollars.
En janvier 2014, Thermo Fisher Scientific vend pour 1,06 milliard de dollars à General Electric des activités de cultures cellulaires, de billes magnétiques et d'altérations de gènes. Cette vente est réalisée pour avoir l'accord de la direction générale de la concurrence de la commission européenne pour le rachat de Life Technologies. Dans le même mois, General Electric acquiert une division de Cameron International, pour 550 millions de dollars.

### Acquisitions de la branche énergie d'Alstom
Entre avril et juin 2014, General Electric entre en négociation pour l'acquisition de l'activité énergie du groupe français Alstom. Le 24 avril 2014, les premières informations sont publiées sur le rachat partiel d'Alstom par General Electric, pour un montant de 13 milliards de dollars. Le 30 avril, le conseil d'administration d'Alstom accepte l'offre de 12,35 milliards d'euros de General Electric pour ses activités énergétiques. General Electric confirme son offre de 16,9 milliards de dollars.
Le 5 mai, General Electric annonce son souhait d'acquérir 25 % de la filiale énergétique indienne d'Alstom pour environ 389 millions de dollars, si son offre globale réussit. Le même jour, le gouvernement français s'oppose à l'offre de General Electric, s'inquiétant des activités nucléaires, des emplois et du futur de ses activités ferroviaires, invitant General Electric à regrouper ses activités ferroviaires avec celles d'Alstom.
Le 19 juin 2014, General Electric annonce une variation de son offre initiale, sur la même valeur, mais avec davantage d'échanges d'actifs par la création d'une coentreprise sur les activités électriques renouvelables, sur les réseaux de distributions d'énergies, sur les activités de turbines à vapeur et sur les activités nucléaires. General Electric s'engage également à vendre son activité dans la signalisation ferroviaire à Alstom. Cette transaction donne lieu à une « rémunération brute variable exceptionnelle » de 4,45 millions d'euros pour Patrick Kron, contestée en 2014 par Arnaud Montebourg.
Le 20 juin 2014, le gouvernement français annonce soutenir dorénavant l'alliance entre Alstom et General Electric,,,,, et vouloir prendre 20 % des actions d'Alstom (rachetés à Bouygues). Mais les tractations entre Bouygues et l'État semblent difficiles, les parties prenantes du dossier ne s'entendant pas sur le prix.

### Recentrage sur les activités industrielles
En juillet 2014, GE introduit en bourse environ 15 % ses activités de cartes de crédit sous le nom de Synchrony Financial pour trois milliards de dollars.
En septembre 2014, GE vend ses activités dans l'électroménager à Electrolux pour 3,3 milliards de dollars. En juillet 2015, les autorités de la concurrence émettent un avis défavorable à cette acquisition et souhaitent remettre en question celle-ci. En décembre 2015, l'opération est abandonnée. En octobre 2014, GE acquiert l'entreprise de location d'hélicoptère Milestone pour 1,78 milliard de dollars.
En mars 2015, General Electric vend à KKR, Varde Partners et Deutsche Bank, les activités de GE Capital en Australie et en Nouvelle-Zélande pour 6,26 milliards de dollars. 
En avril 2015, General Electric annonce qu'il souhaite se séparer à terme de la majeure partie de ces activités dans la finance pour se recentrer sur ses activités industrielles, ventes qui pourraient dégager près de 90 milliards pour ses actionnaires,,,. GE Capital gère alors 500 milliards d'actifs, et reste l'une des principales entreprises financières du pays. Au même moment, General Electric annonce la vente de ses actifs de gestion immobilières, gérant 26,5 milliards de dollars, à Blackstone et Wells Fargo. 
En juin 2015, General Electric vend pour 12 milliards de dollars au régime de pensions du Canada, sa filiale Antares, comprenant ses activités de capital-investissement. 
En août 2015, General Electric vend pour 9 milliards de dollars ses activités financières dédiées à la santé à Capital One. 
En septembre 2015, General Electric regroupe ses activités liées au numérique et au logiciel dans une nouvelle branche nommée GE Digital. 
En octobre 2015, General Electric vend à Wells Fargo ses activités de prêts pour entreprise, regroupant 3 500 salariés et plus de 30 milliards de prêts. 
En novembre 2015, General Electric vend pour 1,3 milliard de dollars ses activités de crédit et location en Australie et en Nouvelle-Zélande à Bain Capital. En novembre 2015, General Electric remporte un contrat pour fournir 1 100 locomotives Diesel à l'Inde contre 2,6 milliards de dollars. Dans le cadre de ce contrat, Alstom fournit 800 locomotives électriques à l'Inde pour 3 milliards de dollars. 
En décembre 2015, General Electric vend pour 1,19 milliard de dollars sa participation dans Hyundai Capital à Hyundai, actionnaire du reste du capital, et à Taiwan's Fubon Group.
En janvier 2016, General Electric annonce la suppression de 6 500 emplois dans sa branche énergie dont 765 postes en France. Le même mois, après l'échec de la vente de sa division électroménager à Electrolux, General Electric annonce la vente de cette même division à Haier pour 5,4 milliards de dollars en liquidité. Toujours le même mois, General Electric annonce le déplacement de son siège social à Boston. 
En février 2016, General Electric vend ses activités financières en Inde à des fonds d'investissements pour 400 millions de dollars. 
En mars 2016, General Electric vend un ensemble de prêts autour du secteur hôtelier de 1,4 milliard de dollars à Western Alliance Bancorporation, ainsi qu'un autre ensemble de 300 millions de dollars autour de l'hôtellerie et de la restauration au Canada à un acheteur inconnu. Le même mois, General Electric vend sa filiale dans la gestion d'actifs à State Street pour 262 millions de dollars. En avril 2016, General Electric vend pour 290 millions de dollars, une participation de 87,2 % dans BHP, regroupant ses activités bancaires en Pologne à la banque Alior. 
En mai 2016, General Electric acquiert Doosan Engineering and Construction, filiale de construction d'éléments de centrales électriques de Doosan, pour 250 millions de dollars. 
En octobre 2016, General Electric annonce l'acquisition pour 1,65 milliard de dollars de LM Wind Power, une entreprise danoise qui est l'un de ses principaux fournisseurs de pales d'éoliennes. Le même mois, General Electric annonce la fusion de son activité spécialisée dans les équipements para-pétroliers avec Baker Hughes, spécialisée dans ce domaine. Créant une nouvelle entité, avec un chiffre d'affaires de 32 milliards de dollars, reprenant le nom de Baker Hughes, mais détenue à 62,5 % par General Electric, le restant étant pour les actionnaires initiaux de Baker Hughes. En contre-partie, General Electric versa 7,4 milliards de dollars aux actionnaires de Baker Hughes. Baker Hughes aurait pour siège en même temps Houston et Londres. En novembre 2016, General Electric annonce l'acquisition de ServiceMax, une entreprise de logiciel en ligne en ingénierie et en gestion, pour 915 millions de dollars.
En février 2017, General Electric annonce la vente de sa participation de 43 % dans Hyundai Card pour environ 500 millions de dollars. 
En mars 2017, Suez annonce le rachat de GE Water à General Electric pour une valeur de 3,2 milliards d'euros. GE Water est spécialisée dans les équipements de traitement d'eau pour la clientèle industrielle. 
En juin 2017, Jeffrey R. Immelt, PDG de General Electric, annonce qu'il cédera ses fonctions de directeur général le 1er août 2017 au profit de John L. Flannery et ses fonctions de président du conseil d'administration le 31 décembre 2017. 
En septembre 2017, ABB annonce l'acquisition de certaines activités liées aux équipements de distribution électrique de General Electric pour 2,6 milliards de dollars. 
En décembre 2017, General Electric annonce la suppression de 12 000 postes dans sa division énergétique, soit 18 % des emplois dans cette division. Ces suppressions de postes touchent notamment le Royaume-Uni, l'Allemagne et la Suisse. 
En février 2018, General Electric annonce la vente de ses activités d'éclairages en Europe, au Moyen-Orient et en Afrique à un ses anciens managers pour un montant non dévoilé.
En mai 2018, Alstom annonce la vente de ses participations dans ses trois coentreprises avec General Electric, à ce dernier, pour 2,594 milliards d'euros. Ces coentreprises étaient présentes dans le domaine du réseau électrique, du nucléaire et des énergies renouvelables. Le même mois, General Electric annonce la fusion de ses activités de fabrication de trains et de locomotives avec Wabtec, dans une transaction d'une valeur de 11,1 milliards de dollars. La nouvelle entité issue de cette fusion, sera détenue à 50,1 % par General Electric.
Devant les difficultés de l'entreprise depuis 2016, elle est exclue de l'indice Dow Jones le 19 juin 2018, alors qu'elle ne valait plus que 113 milliards de dollars en Bourse, et alors qu'elle faisait partie des premiers membres du DJIA en 1896 et en était un membre continu depuis 1907.
En juin 2018, General Electric annonce la vente de ses activités de générateurs électriques au fonds d'investissement Advent International pour 3,25 milliards de dollars. En août 2018, General Electric vend une partie de ses activités financières de GE Capital à Starwood Property pour 2,56 milliards de dollars.
En février 2019, General Electric annonce la vente de ses équipements dédiés aux biotechnologies pour 21,4 milliards de dollars à Danaher.
En juillet 2018, un mois après le rachat de l'ensemble des parts dans sa coentreprise, General Electric annonce un plan de restructuration de la branche Hydro en supprimant 1 330 postes dans le monde dont 293 postes à Grenoble, alors que GE s'était engagé à créer 1 000 postes en France lors du rachat de la branche Énergie d'Alstom,.
Dans un rapport paru en août 2019, l'analyste financier Harry Markopolos et son équipe accusent General Electric d'avoir commis une fraude comptable de 38 milliards de dollars.
En septembre 2019, General Electric annonce la vente d'une partie de sa participation dans Baker Hughes, la faisant passer de 50,4 % à 38,4 %, pour 2,7 milliards de dollars.
En mars 2020, AerCap annonce l'acquisition de GE Capital Aviation Services pour 30 milliards de dollars, créant un groupe possédant plus de 2 000 avions ainsi que 300 hélicoptères.

### 2022-2024: cession d'une partie de GE Steam Power
En janvier 2022, le français EDF et General Electric s'entendent sur une reprise d'une partie (GEAST) de GE Steam Power (ex-Alstom Power Systems), les activités de GE Power dans le nucléaire. EDF va débourser environ 175 millions d'euros pour cette transaction, une fois prises en compte les liquidités et dettes de l'activité rachetée. Cette ancienne activité d'Alstom Power valorisée un milliard d'euros, spécialisée dans les groupes turbo-alternateurs nucléaires, notamment Arabelle et les services de maintenance associés aux réacteurs déployés,,.
Le 31 mai 2024, EDF reprend officiellement les activités nucléaires, non américaines, de General Electric, dont la maintenance et la fabrication des turbines Arabelle,.

### 2021-2024: scission de General Electric en trois entités
En novembre 2021, General Electric annonce sa scission entre trois entités, une dédiée à la santé, une autre à la fabrication d'équipements électriques et une dernière dédiée à la construction aéronautique. General Electric prévoit de garder une participation de 19,9 % dans la nouvelle entité dédiée à la santé,.
En juillet 2022, General Electric annonce le calendrier de scission et le nom des trois nouvelles entités. « GE Healthcare » sera scindée en 2023, puis introduite en bourse. GE Renewable Energy, GE Power, GE Digital et GE Energy Financial Services seront regroupés au sein d'une branche énergie nommée « GE Vernova ». En avril 2024, elle est scindée, puis introduite en bourse. À l'issue de ses cessions, GE ne se composerait alors uniquement de GE Aviation, se renommant alors « GE Aerospace » et conservant les droits de la marque GE.

## Activités

### Depuis 2015
Au 9 août 2022, General Electric se compose de quatre grands pôles d'activités :
- GE Aviation (fabrication d'équipements d'infrastructures) : moteurs d'avions, locomotives, turbines à combustion, équipements pétroliers et gaziers, centrales clés en main, etc. ;
- GE Healthcare (fabrication d'équipements médicaux) : systèmes d'imagerie, de navigation chirurgicale, de monitorage et de diagnostic moléculaire, etc. ;
- GE Renewable Energy (spécialisée dans les énergies renouvelables) : éolien terrestre, éolien en mer, hydroélectricité, production et la distribution d'électricité et solutions renouvelables hybrides de stockage, etc. ;
- GE Power (spécialisée dans le domaine de l'énergie) : turbines à combustion et turbines à vapeur, les systèmes de conversion électrique, solutions de modernisation et de service, exploitation des données, etc.

### Avant 2015
Jusqu'en 2015, General Electric était un groupe diversifié organisé autour de six pôles d'activités :
- prestations de services financiers (33,7 % du CA total) : destinées aux entreprises (57,1 % du CA des prestations de services financiers : affacturage, crédit-bail, gestion de flottes automobiles, financement d'équipements industriels, etc.) et aux particuliers (42,9 % du CA des prestations de services financiers : crédit à la consommation, crédit automobile, crédit immobilier, etc.) ;
- fabrication d'équipements d'infrastructures (33,4 % du CA total) : moteurs d'avions, locomotives, turbines à combustion, équipements pétroliers et gaziers, centrales clés en main, etc. ;
- fabrication de biens d'équipements domestiques et industriels (10 % du CA total) : appareils électroménagers, produits d'éclairage, équipements électriques et de contrôle basse tension, détecteurs, alarmes, systèmes de contrôle d'accès, caméras, automates programmables, capteurs de gaz, de température et de pression, etc. ;
- fabrication d'équipements médicaux (9,9 % du chiffre d'affaires total) : systèmes d'imagerie, de navigation chirurgicale, de monitorage et de diagnostic moléculaire, etc. ;
- diffusion de chaînes TV (8,9 % du CA total ; NBC Universal). En outre, le groupe développe des activités d'édition et de distribution de cassettes vidéo et de DVD ; cette filiale est cédée à Comcast en 2011 et 2013 ;
- autres (4,1 % du CA total).

50,1 % du CA était réalisé à l'international. General Electric fut l'un des principaux fournisseurs de l'armée américaine. L'entreprise a produit les pièces de rechange de la plupart des systèmes d'armes utilisés par les États-Unis durant la guerre contre l'Irak en 1990. L'entreprise était très présente dans les médias. Ancien propriétaire de la National Broadcasting Company (NBC) jusqu'en 2011, elle subventionnait également des programmes d'information sur la chaîne Public Broadcasting Service (PBS), le réseau public.

### GE Vernova
En novembre 2021, dans le contexte de scission en trois entités, General Electric a précisé qu'il allait fusionner ses filiales GE Renewable Energy, GE Power et GE Digital en une seule entité qui sera cédée en 2024.
En juillet 2022, General Electric annonce le calendrier de scission et le nom des trois nouvelles entités. GE Renewable Energy, GE Power, GE Digital et GE Energy Financial Services seront regroupés au sein d'une branche énergie nommée « GE Vernova ». Elle sera scindée en 2024, puis introduite en bourse.

#### GE Power
Au 13 décembre 2021, GE Power est un ensemble de sociétés spécialisées dans les services et les solutions de financement dans la recherche, l'exploitation et la mise en œuvre des ressources naturelles telles que le vent, l'énergie solaire, le gaz, le pétrole et l'eau. GE Power, anciennement GE Energy Infrastructure, a été restructuré lors de la vente de la division GE Water & Process Technologies au français Suez et l'acquisition des activités « Énergie » du français Alstom. Le siège mondial de GE Power est basé à Schenectady, aux États-Unis.
Principales activités :
- GE Gas Power, basé à Schenectady, États-Unis ;
  - Équipements et services pour l'industrie du pétrole et du gaz naturel
  - Turbines à combustion
  - Générateurs de vapeur à récupération de chaleur (HRSG)
- GE Steam Power, basée à Baden, Suisse et à Windsor, États-Unis ;
  - Turbines à vapeur
  - Générateurs électriques
  - Air Quality Control Systems
  - GE Steam Power Systems, basé à Belfort, France (ex-Alstom Power Systems) ;
- GE Power Conversion, basé à Villebon-sur-Yvette, France ;
- GE Energy Consulting, basé à Schenectady, États-Unis ;
  - Fourniture de services, conseils et personnel pour les entreprises liées au domaine de l'énergie ;
- GE Hitachi Nuclear Energy.

L'acquisition de la division GE Water & Process Technologies a été finalisée au groupe français Suez le 2 octobre 2017.
Issue d'Alstom Power Systems, GE Steam Power est spécialisée, via sa filiale GEAST, dans les turbines nucléaires, notamment Arabelle, la plus puissante au monde, fabriquées sur le site de Belfort et qui équipent les centrales nucléaires françaises, ainsi que le porte-avion Charles-de-Gaulle.

#### GE Renewable Energy
Au 13 décembre 2021, GE Renewable Energy est une entreprise créée lors du rachat des activités « Énergie » du français Alstom, issue principalement de la filiale Alstom Power. Le siège mondial de GE Renewable Energy est basé à Boulogne-Billancourt en France.
Principales activités :
- GE Grid Solutions, basé à Boulogne-Billancourt, France (ex-Alstom Grid) ;
- GE Hydro, basé à Boulogne-Billancourt, France ;
- GE Wind, basé à Boulogne-Billancourt, France ;
  - GE Offshore Wind, basé à Nantes, France (éoliennes en mer) ;
  - GE Onshore Wind, basé à Schenectady, États-Unis (éoliennes terrestres).

En mars 2018, la société annonce investir 270 M€ en France pour développer puis produire la plus puissante turbine éolienne marine du monde. Elle est baptisée Haliade-X et développera une puissance de 12 MW. Culminant à 260 m, ses pales de 107 mètres de long actionneront un générateur à entrainement, qui devrait fournir 45 % d'énergie de plus que les éoliennes conventionnelles ; moins sensible aux variations de vent, elle devait offrir un facteur de charge accru de 63 %, de quoi produire 67 GWh/an d'électricité, soit l'alimentation de 16 000 foyers européens. En 2019, cette éolienne pourrait être retenue par le danois Ørsted pour deux prochains parcs en mer aux États-Unis : le projet Skipjack, au large du Maryland (120 MW, pour 2022) et Ocean Wind, devant le New Jersey (1 100 MW prévus en 2024). Cette éolienne est aussi retenue pour équiper le futur parc géant anglais du Dogger Bank (triple ensemble de 3,6 GW de puissance cumulée, annoncé comme pouvant commencer à produire dès 2023).

### GE Aviation
Au 13 décembre 2021, GE Aviation - qui en 2022 est nommé GE Aerospace - est une entreprise offrant partout dans le monde des produits et des services dans la construction aéronautique.
Principales activités :
- Moteurs pour l'aviation civile et militaire,
- Location et financement d'avions commerciaux.

À l'issue de la cession de GE Healthcare en 2023, GE Vernova en 2024, General Electric se concentra sur l'aviation en se renommant « GE Aerospace » et conservera la marque GE.

### GE Healthcare
Au 13 décembre 2021, GE Healthcare est une entreprise offrant partout dans le monde des produits et des services dans le domaine de la santé et des hautes technologies.
Principales activités :
- Imagerie médicale : échographie (appareils Voluson (en)), mammographie, radiographie, scanographie, cardiologie et vasculaire interventionnels, IRM, imagerie moléculaire, mobiles chirurgicaux, et ostéodensitométrie,
- Produits de contraste (radiologie et IRM), de fluorescence (urologie) et radiopharmaceutiques,
- Systèmes cliniques : monitorage et ventilation, cardiologie, mère et enfant,
- Technologies de l'information,
- Systèmes et réactifs pour la recherche sur les maladies, l'identification de nouvelles molécules et la fabrication de médicaments,
- Services : conseil, formations cliniques et techniques, maintenance et financement ;

### Anciennes filiales
Au 13 décembre 2021, les anciennes filiales de General Electric sont les suivantes :
- GE Water, cédé au français Suez.
- GE Capital, activités cédées, sauf GE Energy Financial Services, intégré à GE Power et GE Healthcare Equipment Finance, intégré à GE Healthcare.
  - GE Commercial Aviation Services, cédé à l'américain AerCap.
  - GE Money Bank France, cédé au fonds Cerberus Capital Management.
- GE Transportation, cédé à l'américain Wabtec en 2018 :
  - locomotives, fret et passagers,
  - signalisation, solutions de communication et infrastructures pour le marché ferroviaire,
  - maintenance et services pour le marché ferroviaire,
  - moteurs marins et systèmes d'entrainement électrique pour l'industrie minière,
  - transmissions et générateurs d'éoliennes
- GE Enterprise Solutions, cédé à l'américain Savant Systems :
  - Intelligent Platforms,
  - Sensing & Inspection Technologies ;
- GE Consumer & Industrial, cédé au chinois Haier :
  - produits et solutions d'éclairage ;
  - équipements électriques et de contrôle basse tension ;
  - systèmes d'automatisme et de contrôle commande ;
  - matériels de contrôle non destructif ;
  - systèmes de sécurité, de protection et de détection de drogues et d'explosifs ;
  - capteurs et instruments de mesure ;
  - appareils électroménagers ;
  - location et services aux flottes de semi-remorques et tracteurs routiers ;
  - location de wagons de marchandises.

### Marque
La valeur de General Electric s'élevait en 2013 à 46,947 milliards de dollars US, ce qui la plaçait au sixième rang des entreprises les plus estimées au monde. En 2016, cette valeur n'était plus que 43,130 milliards de dollars US, ce qui la plaçait au dixième rang mondial, derrière Mercedes-Benz, et devant BMW
La valeur de la marque est renforcée par la propriété du nom de domaine ge.com. Le domaine a été déposé le 5 août 1986, il est un des noms de domaines les plus anciens  (Liste des plus anciens noms de domaines enregistrés). General Electric est une des rares sociétés mondiales qui possèdent ses initiales à deux lettres comme adresse internet.
La marque est également valorisée par le fait que GE correspond au code de l'action à la Bourse de New York ticker symbol.
L'écrivain de science-fiction Kurt Vonnegut a travaillé comme chargé de relations publiques chez GE ; son roman Le Pianiste déchaîné (1952) est inspiré par cette expérience personnelle.

## Actionnaires
Principaux actionnaires au 14 octobre 2021
| Nom                                                | %      |
| T. Rowe Price Associates                           | 9,25 % |
| The Vanguard Group                                 | 7,07 % |
| Capital Research & Management                      | 5,06 % |
| Fidelity Management & Research                     | 4,61 % |
| State Street Global Advisors (en) Funds Management | 3,98 % |
| Capital Research & Management (Global Investors)   | 2,53 % |
| BlackRock Fund Advisors                            | 2,16 % |
| Geode Capital Management                           | 1,54 % |
| Viking Global Investors (en)                       | 1,05 % |
| Northern Trust Investments                         | 1,04 % |

## Activité de lobbying

### Aux États-Unis
Selon le Center for Responsive Politics, les dépenses de lobbying de General Electric aux États-Unis s'élèvent en 2018 à 5 300 000 dollars.

### Auprès des institutions de l'Union européenne
General Electric est inscrit depuis 2008 au registre de transparence des représentants d'intérêts auprès de la Commission européenne, et déclare en 2017 pour cette activité des dépenses annuelles d'un montant compris entre 2 750 000 et 3 000 000 euros.

### En France
General Electric France déclare à la Haute Autorité pour la transparence de la vie publique exercer des activités de lobbying en France pour un montant qui n'excède pas 300 000 euros sur le second semestre 2017. General Electric Renewable Management déclare à la Haute Autorité pour la transparence de la vie publique exercer des activités de lobbying en France pour un montant qui n'excède pas 400 000 euros sur le second semestre 2017.
Hugh Bailey, directeur des affaires publiques de GE France et ancien conseiller du Ministre de l'Économie Emmanuel Macron, devient en avril 2019 directeur général de General Electric France

## Critiques et poursuites

### Atteintes à l'environnement
General Electric figure en 2016 au quatrième rang du Top 100 des pollueurs atmosphériques aux États-Unis publié par l'Institut de recherche en politique économique de l'université du Massachusetts à Amherst.

### Soutien de l'administration américaine
L'entreprise entretient des rapports étroits avec le département de la Justice des États-Unis (DOJ). Des procureurs cherchant à se reconvertir se voient régulièrement proposer une seconde carrière en occupant des postes à responsabilité. En 2014, ils sont au moins une quinzaine à y travailler. À partir des années 2000, GE s'est orientée dans le rachat d'entreprises dont les dirigeants se trouvent impliqués dans des affaires de corruption. La multinationale dépose alors une offre pour racheter leurs entreprises, avec en outre la promesse de les aider à négocier avec le DOJ. General Electric a déjà racheté quatre sociétés dans ces conditions en une dizaine d'années.
General Electric bénéficie de l'appui de la diplomatie américaine, y compris dans des contrats controversés. Ainsi, en 2010, la multinationale américaine a vendu pour 3 milliards de dollars de turbines à combustion au gouvernement irakien de gré à gré (donc sans appel d'offres) dans des conditions douteuses. Ce alors que l'Irak ne disposait pas de la capacité de construire des centrales électriques. Au contraire, les concurrents internationaux de l'entreprise ont été mis en accusation et contraints de payer des amendes aux États-Unis à la suite de différentes affaires de corruption.

### Licenciements en France et sur le site de Belfort
Le 17 avril 2019, General Electric publie un communiqué pour informer qu'il ne tiendra pas les promesses qu'il avait annoncées en France en 2015 lorsqu'il avait racheté la branche énergie d'Alstom. À cette époque, l'entreprise avait reçu 70,3 millions d'euros d'aides publiques versés par l'État pour soutenir son activité. General Electric s'était engagé à créer 1 000 emplois, mais va finalement en supprimer plusieurs centaines à l'issue d'un plan de suppression de postes. Le groupe a également annoncé qu'il ne fournirait pas les trois parcs à éolienne en mer comme il s'y était engagé, estimant qu'il est pénalisé par les recours administratifs et écologiques amorcés. Entre 800 et 1 000 salariés seront licenciés au cours de l'été 2019.
Le 28 mai 2019, General Electric annonce que 1 050 des 4 000 emplois de l'usine de Belfort seront supprimés, soit plus d'un quart des effectifs totaux,,.
Le 1er juin 2019, Hugh Bailey, numéro un de GE, assure que le site de Belfort ne fermera pas ses portes et qu'il « restera le premier site industriel de Power GE en Europe »,. La CGT propose en juillet 2019 un plan de sauvegarde et de développement de l'emploi sur le site.
En novembre 2020, une source syndicale a annoncé que General Electric s'apprête à éliminer plus de 300 postes dans L'Hexagone au sein de son entité « Steam Power », dont près de 240 postes au niveau de son site de Belfort. Une annonce qui a été confirmée par General Electric, qui a affirmé son projet de réorganiser son entité Steam Power en Europe, sans pour autant donner plus d'information sur le nombre de postes menacés.
Selon le magazine Challenges, sept ans après le rachat de la branche énergie d'Alstom, le bilan du groupe General Electric est « désastreux » en France, avec 5 000 postes supprimés dont 1 200 à Belfort.

### Plainte pour blanchiment de fraude fiscale
Le Canard enchaîné indique en 2022 que le groupe américain a privé le fisc français de 150 à 300 millions d'euros d'impôts entre 2015 et 2020, l'usine de Belfort cédant ses turbines à vil prix à une filiale suisse de GE, qui la revend à son tour au prix normal, et en transférant ainsi jusqu'à 97 % de ses bénéfices à sa filiale.
Mediapart révèle que l'entreprise a transféré 800 millions d'euros dans des paradis fiscaux depuis la France. Après une démarche au civil, les représentants du personnel s'engagent dans un volet pénal. Le lundi 30 mai 2022, une plainte est déposée par Eva Joly au nom des syndicats de la branche énergie de GE, ex-Alstom (CFE-CGC et Sud Industrie, intersyndicale de l'usine de Belfort), avec le soutien des ONG Attac et d'Oxfam France,.
Différentes pratiques du groupe permettent de déplacer en partie les bénéfices enregistrés en Suisse ou dans l'État du Delaware, créant une « situation artificiellement déficitaire », d'après Philippe Petitcolin, secrétaire du comité social et économique (CSE) de l'entité et membre de la CFE-CGC.
Eva Joly montre que sur la période 2016-2019, il y a eu une minoration artificielle des bénéfices du site de Belfort de 555 millions d'euros,, et souligne l'importance de cette plainte : les plaintes pour blanchiment de fraude fiscale contre les multinationales sont rares.
Selon Philippe Petitcolin, délégué syndical CFE-CGC, « Ce qu’on reproche, c’est que les profits générés par nos activités ne sont pas localisés en France, mais dans les paradis fiscaux, ce qui conduit à ce que General Electric ne paye pas d’impôts, mais ce qui conduit aussi à un déficit artificiel qui est utilisé par l’entreprise pour justifier les délocalisations, pour justifier de ne pas augmenter les salaires, pour justifier de ne pas investir et cette évasion fiscale condamne notre entité à mourir »,.

### Perquisitions sur le site de Belfort
Le site français de General Electric (GE) à Belfort a été plusieurs fois perquisitionné (en décembre 2022 puis en 2023 par la police judiciaire  qui a ouvert une enquête pour « blanchiment de fraude fiscale aggravée » à la demande du parquet national financier (PNF) à suite un signalement fait par Fabien Roussel (PCF) en juillet 2019 de « soupçons d’optimisation et fraudes fiscales de General Electric » en Suisse. GE a fait savoir qu'il coopère avec les autorités et estime respecter les lois dans tous les pays où il agit. Selon la direction, deux sites distants d'une quinzaine de km sont concernés (sites TE05 à Belfort, et de Bourogne). GE aurait caché plusieurs  millions de millions d’euros de bénéfices en Suisse et dans le paradis fiscal de l'État du Delaware,,.